# Saint Luke's Tower
La Saint Luke's Tower (聖路加ガーデン?, Sei Ruka Tawā) è un grattacielo situato a Chūō, Tokyo, Giappone. Alto 221 metri, con 51 piani, il grattacielo fu terminato nel 1994. Fu costruito sul sito di un ex consolato statunitense.

## Inquilini
- Credit Pricing Corporation[2]
- Nippon MacDermid Co., Ltd.[3]
- Sanki Engineering Co., Ltd.[4]
- Sojitz Cosmetics Corporation[5]
- UMG ABS, Ltd.[6]